# بیکر و مکنزی
بیکر و مکنزی (به انگلیسی: Baker & McKenzie) یک شرکت حقوقی جهانی است که در سال ۱۹۴۹ در شیکاگو توسط راسل بیکر و جان مکنزی تأسیس شد. شرکت بیش از ۴٬۱۰۰ وکیل و در ۷۵ دفتر در ۴۷ کشور دارد.
شرکت در ۳۷ کشور از ۵۰ اقتصاد بزرگ دنیا فعال است.
بیش از ۸۰ درصد از وکلای شرکت در خارج از آمریکا فعالیت می‌کنند. بیکر و مکنزی در سال ۲۰۱۳ درآمدی بالغ بر ۲ میلیارد و ۴۱۹ میلیون دلار داشت.

## دفاتر
بیکر و مکنزی دفاتر زیادی در سراسر دنیا دارد که تا حد زیادی مستقل از سازمان اصلی فعالیت می‌کنند.

### آمریکای شمالی
- شیکاگو
- دالاس
- هیوستون
- میامی
- نیویورک
- پالو آلتو
- سان فرانسیسکو
- تورنتو
- واشینگتن، دی. سی.

### آمریکای لاتین
- بوئنوس آیرس
- برازیلیا
- پورتو الگره
- ریودو ژانیرو
- سائوپائولو
- سانتیاگو
- بوگوتا
- گوادالاخارا
- سیوداد خوارز٬ چیئوائوا
- مکزیکو سیتی
- مونتری
- تیخوانا
- لیما
- کاراکاس
- والنسیا

### اروپا
- آمستردام
- آنتورپ
- بارسلون
- برلین
- بروکسل
- بوداپست
- دوسلدورف
- فرانکفورت
- جنوا
- استانبول
- کی‌یف
- لندن
- لوکزامبورگ
- مادرید
- میلان
- مسکو
- مونیخ
- پاریس
- پراگ
- رم
- سن پترزبورگ
- استکهلم
- وین
- ورشو
- زوریخ

### خاورمیانه و آفریقا
- ابوظبی
- آلماآتی
- بحرین
- باکو
- قاهره
- کازابلانکا
- دوحه
- دوبی
- ژوهانسبورگ

### آسیا/اقیانوسیه
- بانکوک
- پکن
- هانوی
- هوشی‌مین
- هنگ کنگ
- جاکارتا
- کوالالامپور
- مانیل
- ملبورن
- میانمار
- سئول
- شانگهای
- سنگاپور
- سیدنی
- تایپه
- توکیو